# John Ireland (arcibiskup)
John Ireland (pokřtěný 11. září 1838 – 25. září 1918) byl americký duchovní, který byl třetím římskokatolickým biskupem a prvním římskokatolickým arcibiskupem Saint Paul, Minnesota (1888 – 1918). Na přelomu 20. století se stal náboženským i občanským vůdcem v Saint Paul. Ireland byl známý  svým progresivním postojem ke vzdělání, imigraci a vztahům mezi církví a státem, stejně jako svým odporem k salónním praktikám a všeobecné politické korupci. Prosazoval herezi známou jako amerikanizaci katolicismu, spočívající zejména v prosazování pokrokových sociálních ideálů, ale i centralizování církevní moci do různých geografických míst. 
Biskup Ireland byl vůdcem modernizačního prvku v římskokatolické církvi během progresivní éry. Byl odpůrcem řeckokatolické církve (uniatů). Vytvořil nebo pomohl vytvořit mnoho náboženských a vzdělávacích institucí v Minnesotě.

## Život
V roce 1891 Ireland odmítl přijmout duchovní pověřené pro sloužení byzantského obřadu, rusínského katolického kněze Alexise Totha, přestože Toth byl vdovec (žena i jeho dítě zemřely, Ireland ovšem nechtěl kněze, který není celibátníkem celý život). Ireland pak zakázal Tothovi sloužit svým vlastním farníkům navzdory skutečnosti, že Toth měl jurisdikci od svého vlastního biskupa a neodpovídal Irelandovi. Ireland byl také zapojen do úsilí o vyloučení všech nelatinských církevních katolických duchovních ze Spojených států. Toth, nucený do slepé uličky, vedl tisíce rusínských katolíků z římské círke do toho, co se nakonec stalo pravoslavnou církví v Americe. Z tohoto důvodu je arcibiskup Ireland někdy ironicky označován jako „Otec pravoslavné církve v Americe“. Marvin R. O'Connell, autor biografie Irska, shrnuje situaci prohlášením, že „jestliže irská obhajoba černochů ho ukázala v jeho nejlepším světle, jeho agresivita vůči Uniatům se ukázala ve světle nejhorším“.